# Jens Holmboe
Pour l’article homonyme, voir le compositeur danois Vagn Holmboe.
Jens Holmboe, né le 5 mai 1880 à Tvedestrand et mort le 24 juillet 1943 à Oslo, est un botaniste norvégien qui s'est particulièrement intéressé à la géobotanique.

## Biographie
Jens Holmboe est le fils aîné de la famille nombreuse du docteur Michael Holmboe (1852-1918) et de son épouse, née Eleonore Vogt (1857-1901). Son grand-père homonyme était un homme politique éminent. Il termine ses études secondaires en 1898 et reçoit la médaille d'or du prince héritier, décernée par l'université de Christiana pour son ouvrage intitulé «Planterester i norske Torvmyrer» (1902). Il est nommé en 1902 assistant de botanique à l'université de Christiana et en 1906, conservateur du muséum de Bergen. Il fait plusieurs expéditions botaniques en Norvège et l'une à Chypre en 1905 à propos de laquelle il publie plus tard, en 1914, une étude sur la végétation. Il épouse en 1907 Laura Lie (1879-1972). Il est nommé en 1914 professeur de botanique à l'université et devient aussitôt professeur au muséum de Bergen. En 1925, il retourne enseigner à l'université d'Oslo tout en dirigeant le jardin botanique de l'université.
Il édite de 1906 à 1925 la revue scientifique Naturen consacrée aux sciences naturelles. Il publie régulièrement, dont son œuvre maîtresse « Våre ville planter », en six volumes avec la collaboration de Torstein Lagerberg de 1937 à 1940. Une seconde édition paraît de 1950 à 1955.
Jens Holmboe est élu à l'âge de trente ans à l'académie norvégienne des sciences et des lettres en 1910. Il est fait commandeur de l'ordre de Vasa et chevalier de l'ordre royal de l'Étoile polaire.

## Hommages
- (Asteraceae) Taraxacum holmboei H.Lindb.[5]
- (Rubiaceae) Coprosma holmboei (Christoph.) Heads[6]

## Publications
- Undersøgelser over norske ferskvandsdiatoméer, 1899 (først trykt i Arkiv for Mathematik og Naturvidenskab 1898)
- To torvmyrprofiler fra Kristiania omegn, Geologiska Föreningen i Stockholm, Förhandlingar, 22 nr. 1, Stockholm 1900
- Planterester i norske torvmyrer. Et bidrag til den norske vegetations historie efter den sidste istid, VSK Skr. I, 1902, nr. 2, 1903
- Veiviser i den botaniske haves drivhuse, 1903
- Linné's botaniske “Prælectiones privatissimæ” paa Hammarby 1770, utgit efter Martin Vahl's referat, BMÅ 1910 nr. 1, 1910
- Bergens museums plantehus. En fører for besøkende, Bergen 1913
- Kristtornen i Norge. En plantegeografisk undersøkelse, BMÅ 1913, nr. 7, 1913
- Studies on the vegetation of Cyprus, based upon researches during the spring and summer 1905, Bergen 1914
- Bergfletten i Norge som vild og plantet, BMÅ 1918–19, Naturvit. rk. nr. 1, 1919
- Vettisfossen, in: Naturen 1921, pp. 320–329
- Nytteplanter og ugras i Osebergfundet, 1921 (inngår i A. W. Brøgger og H. Shetelig (réd.): Osebergfundet, vol. 5, 1927)
- Gamle norske matplanter, DNVA Avh. I, 1929, nr. 2, 1929
- The Trondheim district as a centre of late glacial and postglacial plant migrations, DNVA Avh. 1936, nr. 9, 1937
- Plantelivet. Lærebok in: botanikk for skoler, 1937
- Våre ville planter (en collaboration avec Torstein Lagerberg), 6 vol., 1937–40

#### Botaniste suédois
- Lars Levi Læstadius

#### Botanistes norvégiens
- Matthias Numsen Blytt
- Axel Gudbrand Blytt
- Rolf Nordhagen
- Ove Dahl
- Thekla Resvoll